# Кедири (город)
Кеди́ри (индон. Kediri) — город в Индонезии, расположенный в провинции Восточная Ява. Территория города выделена в самостоятельную административную единицу — муниципалитет.

## Географическое положение
Город находится в западной части провинции, в восточной части острова Ява, на берегах реки Брантас. Абсолютная высота — 93 метра над уровнем моря.

Кедири расположен на расстоянии 87 километров к юго-западу от Сурабаи, административного центра провинции.

## Административное деление
Территория муниципалитета подразделяется на три района, которые в свою очередь делятся на 46 сельских поселений. Общая площадь — 63,4 км².

## Население
По данным официальной переписи 2010 года численность населения Кедири составляла 268 507 человек.
Динамика численности населения города по годам:
| 1990    | 2000    | 2010    |
| ------- | ------- | ------- |
| 235 333 | 244 519 | 268 507 |

## Экономика и транспорт
Город является крупным центром сахарной промышленности. Также важную роль в экономике города играют торговля продуктами сельскохозяйственного производства и лёгкая промышленность.
Ближайший аэропорт расположен в городе Маланг.